# Sol Piccolo
Sol Piccolo (Ciudad Autónoma de Buenos Aires, 11 de septiembre de 1996) es una jugadora argentina de voleibol que se desempeña en la posición de punta-receptora u opuesta. Formó parte de la selección argentina de voleibol, con la que participó en el Campeonato Mundial de 2014, entre otras competencias.

## Trayectoria
Comenzó la práctica del deporte en el Club Atlético Vélez Sarsfield, con el que se consagró campeona de la Liga Argentina Femenina en la temporada 2012/2013. En 2015 pasó al Bèziers de la Ligue A, la máxima categoría francesa, donde terminó en el tercer puesto del torneo nacional.Tras retornar a Vélez y quedarse con el subcampeonato nacional en 2017, partió nuevamente a Francia en 2019 para jugar en el Levallois Sporting Club, en ese momento en segunda división. Finalizada la temporada, pasó al Rennes EC, también de la segunda categoría, con el que terminó en el quinto puesto en su grupo de la fase regular y el primer lugar de los play-down, por lo que evitó el descenso. En 2023 se incorporó al Sens Volley 89, de la misma división.

## Selección nacional
Participó de las selecciones de base, para en 2013, con 16 años, incorporarse a la selección mayor y participar en el Grand Prix de 2013. Desde ese momento y hasta 2020 fue parte estable de la selección mayor, con la que consiguió la medalla de oro en los Juegos Suramericanos de 2014, la de bronce en la Copa Panamericana de 2015, además de participar en el Campeonato Mundial de 2014,la Liga de Naciones 2018 y los sudamericanos de 2017 y 2019 (donde consiguió el título de mejor opuesta del certamen a pesar de que Argentina terminó en el cuarto lugar de la competencia), entre otros torneos. A pesar de haber formado parte de los planteles de los torneos clasificatorios a los Juegos Olímpicos de 2016 y 2020, no llegó a integrar la lista final para los Juegos en ninguna de las dos ocasiones.

## Vida personal
Cursó estudios de Licenciatura en Administración en la Universidad Nacional de La Matanza, lo que le permitió participar en la Universiada de 2021. Allí fue titular en los cuatro partidos que disputó el equipo, además de ser una de las abanderadas de la delegación.

## Palmarés

### Clubes
- Campeona - Liga Argentina Femenina 2012/13 (con Vélez)
- Subcampeona - Liga Argentina Femenina 2017 (con Vélez)

### Selección nacional
- Medalla de Bronce - Campeonato Sudamericano Sub-18 de 2012
- Medalla de Plata - Campeonato Sudamericano de 2013
- Medalla de Oro - Juegos Suramericanos de 2014
- Medalla de Bronce - Copa Panamericana de 2015

## Distinciones individuales
- Nominada a los Premio Jorge Newbery de Plata 2014[21]
- Ganadora del Premio Jorge Newbery de Plata 2016[22]
- Mejor opuesta - Campeonato Sudamericano 2019[5]